# Фрейзер, Маркус (гольфист)
Маркус Фрейзер (англ. Marcus Fraser; 26 июля 1978, Корова, Новый Южный Уэльс, Австралия) — австралийский гольфист, участник летних Олимпийских игр 2016 года, победитель турниров в рамках различных мировых туров.

## Биография
Маркус Фрейзер родился в 1978 году. В 12 лет начал заниматься гольфом. На любительском уровне австралийский гольфист выиграл значительное число турниров, самым значимым из которых стал Eisenhower Trophy 2002, в котором Фрейзер одержал победу в личном зачёте. С 2002 года Маркус стал участвовать в профессиональных турнирах. Первоначально Фрейзер выступал в Челлендж-Туре, а со следующего года и в Европейском Туре. 2003 год оказался одним из самых удачных в карьере австралийца. За один сезон он смог победить на трёх этапах Челлендж-Тура, а также выиграть дебютировавший в Европейском Туре BMW Russian Open. Следующую значимую победу Фрейзеру пришлось ждать почти 7 лет. В апреле 2010 года Маркус с результатом -12 стал победителем сингапурского турнира Ballantine's Championship, результаты которого шли в зачёт Европейского и Азиатского Туров. Спустя ещё 6 лет Фрейзер выиграл Maybank Championship в Малайзии.
На турнирах серии мейджор Фрейзер дебютировал в 2005 году, приняв участие в Открытом чемпионате Великобритании. Наилучшим результатом для Маркуса в мейджорах является 20-е место, завоёванное в Великобритании в 2015 году.
В августе 2016 года Маркус Фрейзер принял участие в летних Олимпийских играх в Рио-де-Жанейро, в программу которых спустя 112 лет вернулся гольф. После первого раунда австралиец вырвался на первое место, пройдя поле за 63 удара, при этом опережая ближайших преследователей на три очка. После второго раунда, который Фрейзер закончил с 69 ударами, Маркус смог удержать лидирующую позицию, но от второго места, которое занимал бельгиец Томас Питерс, его отделяло всего одно очко. Заключительные два раунда сложились для Фрейзера неудачно. Оба раза австралиец завершал серию с результатом +1 выше пар (72 удара), что отбросило его по итогам всего олимпийского турнира на 5-е место. От победителя британца Джастина Роуза Фрейзер отстал на 8 ударов.

## Личная жизнь
- Женат. Брат Адам также является профессиональным гольфистом.